# Stefanie Frischeis
Stefanie Frischeis (* 10. Mai 1977 in Wien) ist eine österreichische Schauspielerin.
Ausgebildet wurde sie am Konservatorium Wien, am Lee Strasberg Theatre Institute und an der London Academy of Dramatic Art. Schon in den 1990er Jahren wirkte sie in Theaterstücken sowie im zweiten Teil der Bockerer-Trilogie mit.
Im April 2007 hatte sie eine Nebenrolle als Iris Beninger in der österreichischen Daily Soap Mitten im 8en.

## Theater
- Liebe
- Die Kolonie
- Liebe und kein Ende
- Die drei Musketiere
- Was wird aus Rotkäppchen
- Die beiden Draufgänger
- Eine unerwartete Freude
- Weekend im Paradies

## Filmographie (Auswahl)
- 2002: August der Glückliche
- 2002: Liebe, Lüge, Leidenschaften
- 2003: Polterabend
- 2004: Das Traumhotel – Verliebt auf Mauritius
- 2005: Conny und die verschwundene Ehefrau
- 2006: Kupetzky – Sex
- 2007: Mitten im 8en – Abwarten oder rangehen?
- 2008: SOKO Donau – Nachts kaum Abkühlung
- 2010: Furcht & Zittern
- 2011: Bollywood lässt Alpen glühen
- 2013: Das Werwolfspiel
- 2013: CopStories
- 2015: Tatort: Deckname Kidon
- 2015: Am Ende des Sommers
- 2016: Die Stille danach
- 2017: Schnell ermittelt – Einsamkeit
- 2017: Treibjagd im Dorf
- 2018: Landkrimi – Der Tote im See
- 2019: Der beste Papa der Welt
- 2019: Südpol
- 2019: Dennstein & Schwarz – Pro bono, was sonst!
- 2020: Tatort: Pumpen
- 2023: Am Ende wird alles sichtbar